# Acide gras essentiel

Les acides gras essentiels ou indispensables, (ou anciennement vitamine F), constituent une famille d'acides gras contenant plusieurs liaisons doubles, que ne peuvent fabriquer les mammifères, qui doivent les trouver dans leur alimentation.
Lorsque les acides gras essentiels ont été découverts en 1923, ils ont été appelés vitamine F, appellation depuis tombée en désuétude.

## Acides gras indispensables
L’organisme des mammifères est capable de synthétiser des acides gras à partir de l’acide oléique. Cependant, ce n’est pas le cas de certains acides gras à 18 atomes de carbone contenant plusieurs liaisons doubles ; ils ne sont fabriqués que par des bactéries ou des végétaux. Les mammifères ne peuvent donc les obtenir que par leur alimentation. On les appelle acides gras indispensables. Ils sont également parfois appelés vitamine F (appellation désuète). 
Il faut faire attention au vocabulaire. 
Du point de vue physiologique, on distingue :
- les acides gras indispensables : acides gras que l'organisme ne peut pas synthétiser et qui doivent donc être apportés par l'alimentation. Ils sont nécessaires au développement et au bon fonctionnement du corps humain (ce sont les acide linoléique et acide α-linolénique) ;
- les acides gras conditionnellement indispensables : acides gras qui jouent un rôle vital pour l'organisme, mais qui peuvent être synthétisés. Ils sont nécessaires pour la croissance normale et les fonctions physiologiques des cellules mais ils peuvent être fabriqués à partir de leurs précurseurs s'ils sont apportés par l'alimentation. Ils sont donc rigoureusement requis si leur précurseur indispensable est absent (ce sont les autres acides gras des familles oméga 6 et oméga 3) ;
- les acides gras non indispensables ou bien non essentiels.

L'ensemble des acides gras indispensables et conditionnellement indispensables constituent les acides gras essentiels. Les autres acides gras sont dits non essentiels.
L’acide linoléique oméga 6 et l’acide linolénique oméga 3 sont des acides gras indispensables. Ils servent de précurseurs à plusieurs acides gras qui sont parfois appelés également acides gras essentiels.

## Acides gras précurseurs
Chez l'homme, deux acides gras indispensables se distinguent par l'importance de leur rôle :
- l'acide linoléique, C18:2(9,12) ou (18:2 n-6 ou ω6), que l'on peut trouver dans certaines huiles (huile de colza, huile de soja, huile d'olive, huile de tournesol, huile de noix) ;
- l'acide α-linolénique, C18:3(9,12,15) ou (18:3 n-3 ou ω3), que l'on peut trouver dans les graines, l'huile de lin, l'huile de colza, l'huile d'olive, les noix…

On retrouve ces mêmes deux acides gras indispensables chez de nombreux animaux, dont le chien et le chat ; chez le chat, l'acide arachidonique (ω6) vient compléter cette liste.
Ni l'homme, ni l'animal ne sont capables de les synthétiser, mais l'un et l'autre peuvent ajouter à ces deux acides gras indispensables des doubles liaisons supplémentaires, entre la dernière double liaison et la fonction carbonyle en 1(COOH), et allonger la chaîne de carbones à cette extrémité.
Ainsi l’acide γ-linolénique et l’acide arachidonique sont synthétisés par l’organisme. La synthèse de ce dernier diminue avec l’âge, il devient donc indispensable chez les personnes âgées.
L'ensemble des dérivés obtenus constitue les deux familles d'acides gras oméga-3 et oméga-6, qui sont nécessaires au maintien d'une fonction biochimique, cellulaire ou physiologique donnée. Il n'existe ni transformation métabolique, ni substitution fonctionnelle entre les deux familles Oméga-6 et Oméga-3.
Les acides gras des séries oméga-3 et oméga-6 sont très importants pour l'organisme car ce sont des constituants des membranes cellulaires. (Ils sont en compétition dans l'organisme, en effet les enzymes utilisées par une voie ne sont plus utilisables par l'autre)[pas clair].

## La famille des oméga-3
L'acide α-linolénique (ALA) est le précurseur de la famille des oméga-3. Grâce à des enzymes, l'acide α-linolénique va être transformé en acide eicosapentaénoïque (EPA), lui-même précurseur de deux groupes de molécules :
- les eicosanoïdes (par exemple : certaines prostaglandines) de série 3 ;
- l'acide docosahexaénoïque (DHA).

Les eicosanoïdes jouent un rôle anti-inflammatoire et anti-allergique. Ils assurent la protection des artères et du cœur.
L'acide docosahexaénoïque assure l'intégrité des fonctions cérébrales, joue un rôle dans la formation des spermatozoïdes ainsi que dans le développement du cerveau et de la rétine. On peut le trouver directement dans l'alimentation (dans les poissons gras tels le saumon, le thon blanc, la sardine, etc., dans certaines huiles végétales comme l'huile de lin Linum usitatissimum, l'huile de cameline Camelina sativa, l'huile de chia Salvia hispanica ou dans l'huile essentielle de cresson alénois Lepidium sativum).

## La famille des oméga-6
L'acide linoléique (AL) est le précurseur de la famille des oméga-6. Toujours sous l'action d'enzymes, l'acide linoléique est transformé en acide γ-linolénique (AGL), que l'on peut trouver directement dans l'alimentation : huiles de bourrache, d'onagre, de graines de cassis, mais aussi dans le lait maternel.
L'acide γ-linolénique (AGL ou GLA) est lui-même précurseur de l'acide dihomo-γ-linolénique (DGLA), constituant très important des phospholipides de la membrane cellulaire, et acide gras à son tour précurseur :
- des eicosanoïdes de série 1, qui jouent un rôle anti-inflammatoire, stimulent le système immunitaire et protègent les artères et le cœur ;
- de l'acide arachidonique, précurseur des eicosanoïdes de série 2, qui sont des médiateurs de réactions allergiques.